# Hora (přírodní památka)
Hora je přírodní památka v okrese Domažlice, ve vrcholové části kopce Suchá hora s nadmořskou výškou 760 metrů, dva kilometry jižně od Němčic.

## Důvod ochrany
Důvodem ochrany je lokalita smíšeného porostu s výskytem áronu skvrnitého.

## Galerie

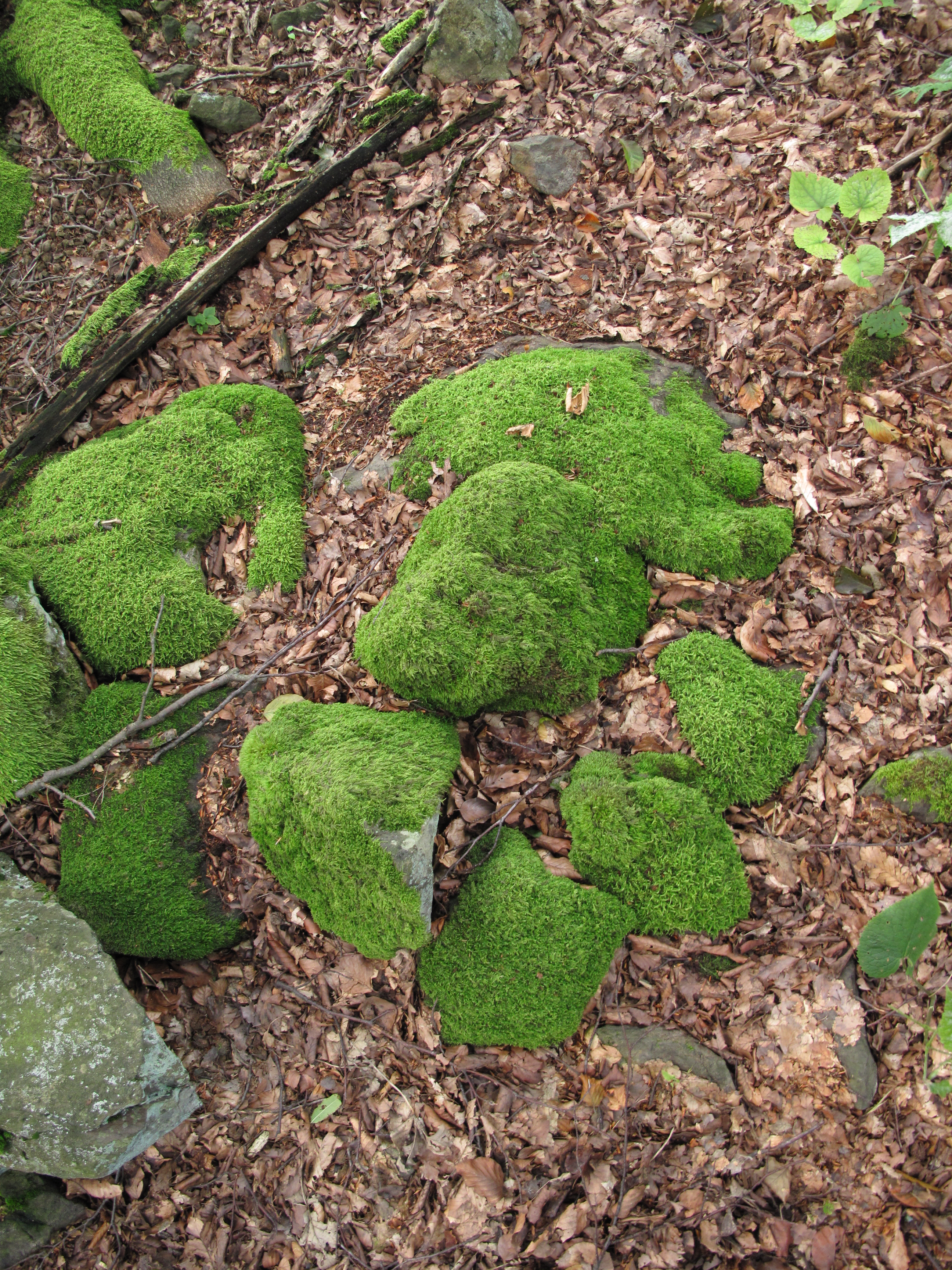
Kameny porostlé mechem
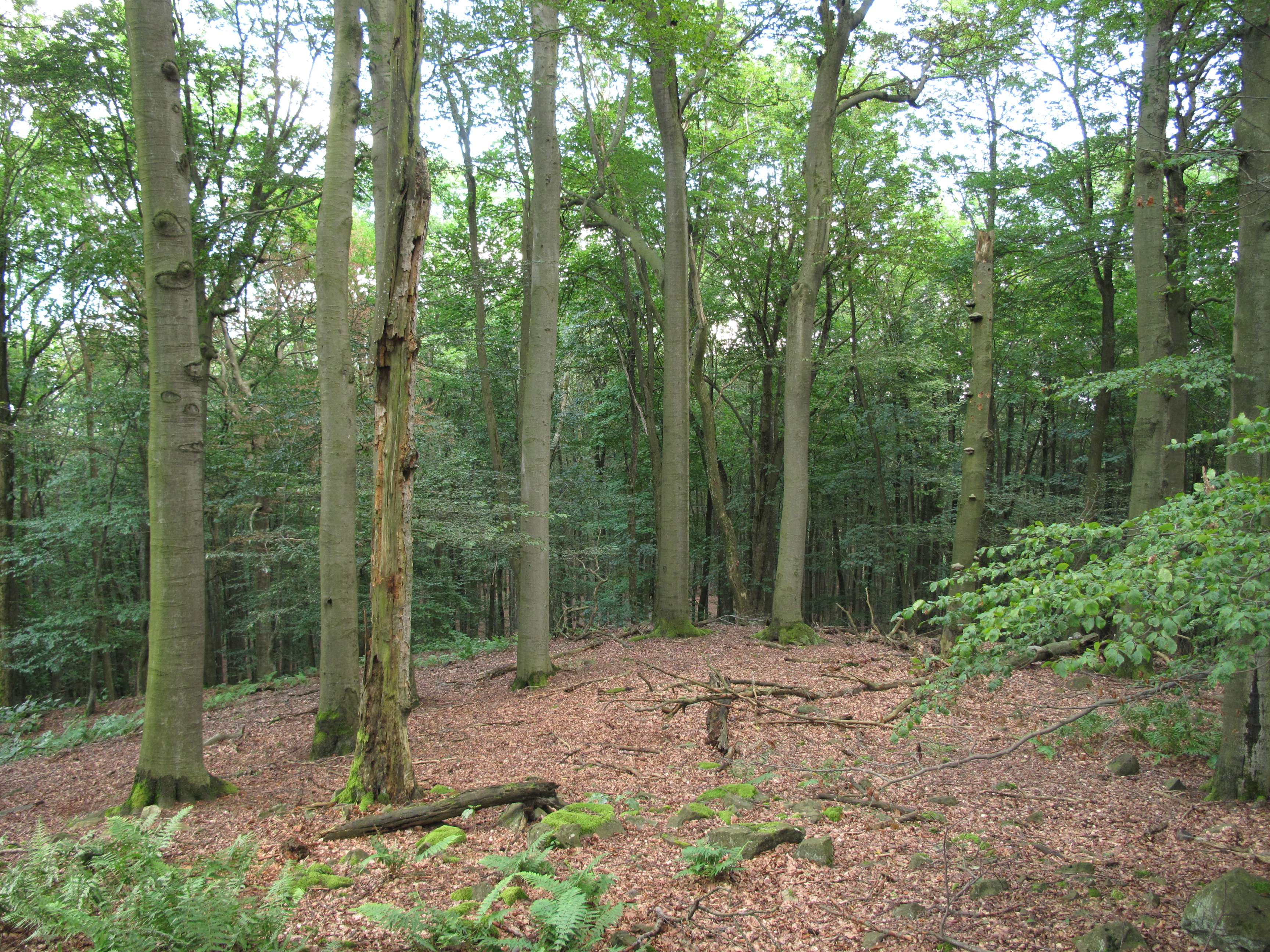
Buky
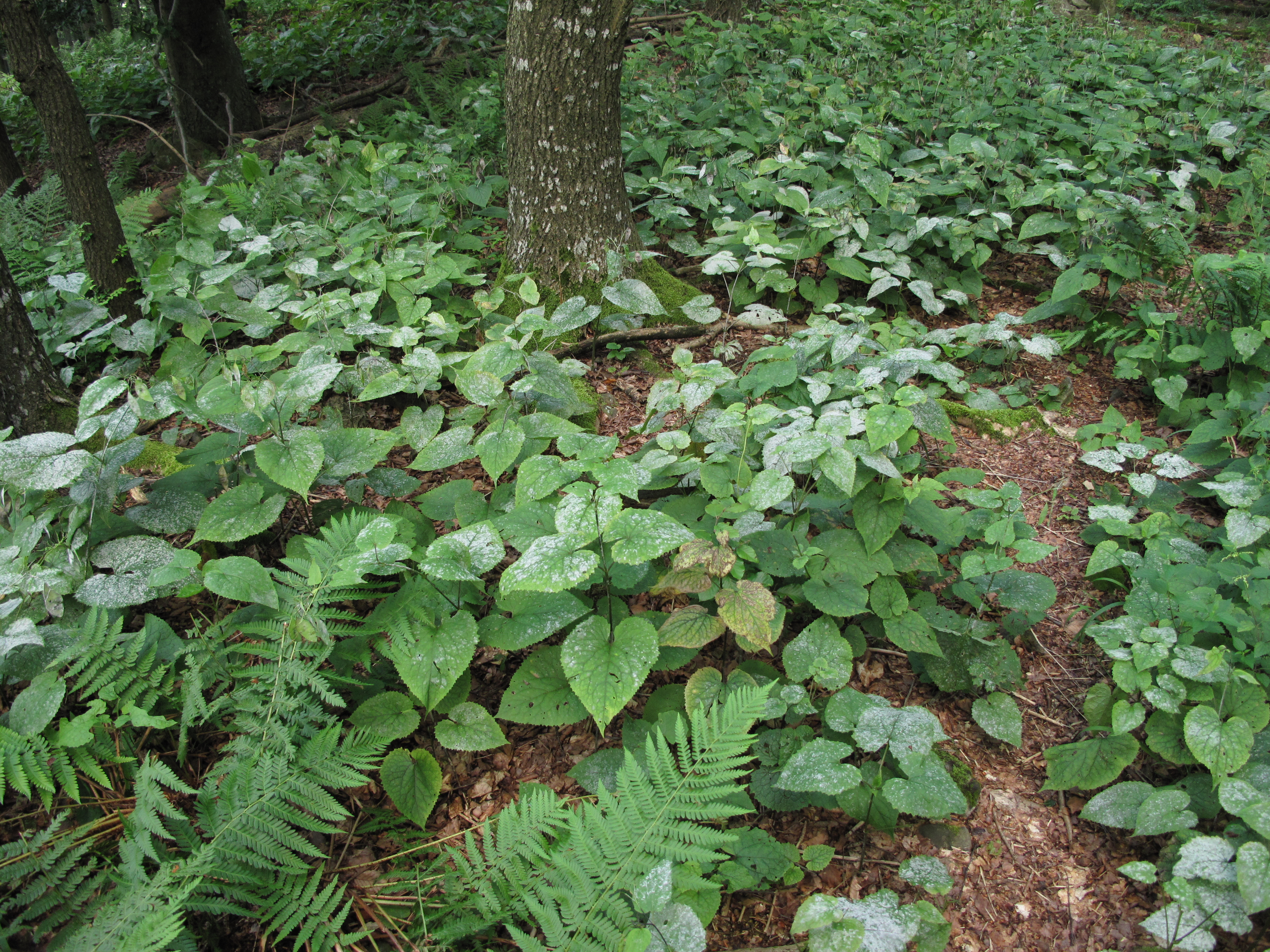
Rostlina